# Mahtomedi
Mahtomedi é uma cidade localizada no estado americano de Minnesota, no Condado de Washington.

## Demografia
Segundo o censo americano de 2000, a sua população era de 7563 habitantes.
Em 2006, foi estimada uma população de 8016, um aumento de 453 (6.0%).

## Geografia
De acordo com o United States Census Bureau tem uma área de
13,0 km², dos quais 9,3 km² cobertos por terra e 3,7 km² cobertos por água.

## Localidades na vizinhança
O diagrama seguinte representa as localidades num raio de 4 km ao redor de Mahtomedi.